# Ponte di Brăila
Il ponte di Brăila (in rumeno: Podul peste Dunăre de la Brăila) è un ponte sospeso che attraversa il Danubio nei pressi di Brăila, in Romania.
Con una luce massima di 1120 metri, è il più imponente ponte sul Danubio della Romania e il terzo ponte sospeso più lungo dell'Unione europea dietro allo Storebæltsforbindelsen in Danimarca e al Ponte di Höga Kusten in Svezia. I lavori di costruzione del ponte, iniziati nel 2019 e terminati nel giugno 2023, sono stati affidati all'italiana Astaldi, (in seguito confluita nel gruppo Webuild) e alla giapponese IHI Corporation.

## Storia
La costruzione del ponte è iniziata nel 2019. Il costo, pari a 435 milioni di €, è stato finanziato in parte dall'Unione europea con l'obiettivo di sviluppare l'economia del Distretto di Tulcea e di tutta l'area del Delta del Danubio.
A fine gennaio 2022 è stata ultimata la stesura dei cavi portanti del ponte. Nell'aprile 2022 il primo ministro rumeno Nicolae Ciucă, in visita al cantiere, ha confermato l'ultimazione dei lavori per la fine dello stesso anno.
Il ponte è stato inaugurato il 6 luglio 2023.

## Descrizione
Il ponte ha una lunghezza complessiva di 2194 m e una luce massima di 1120 metri, mentre le due luci laterali sono rispettivamente di 490 e 365 metri. 
Si tratta del ponte più a valle del corso del Danubio, distando circa 165 km dal suo delta e circa 8 km dal centro di Brăila. Il piano stradale, largo 31 metri, ospita una strada a due corsie per senso di marcia (più corsia d'emergenza), mentre ai lati verranno realizzate due piste ciclopedonali.

## Galleria d'immagini

La viabilità di raccordo al ponte
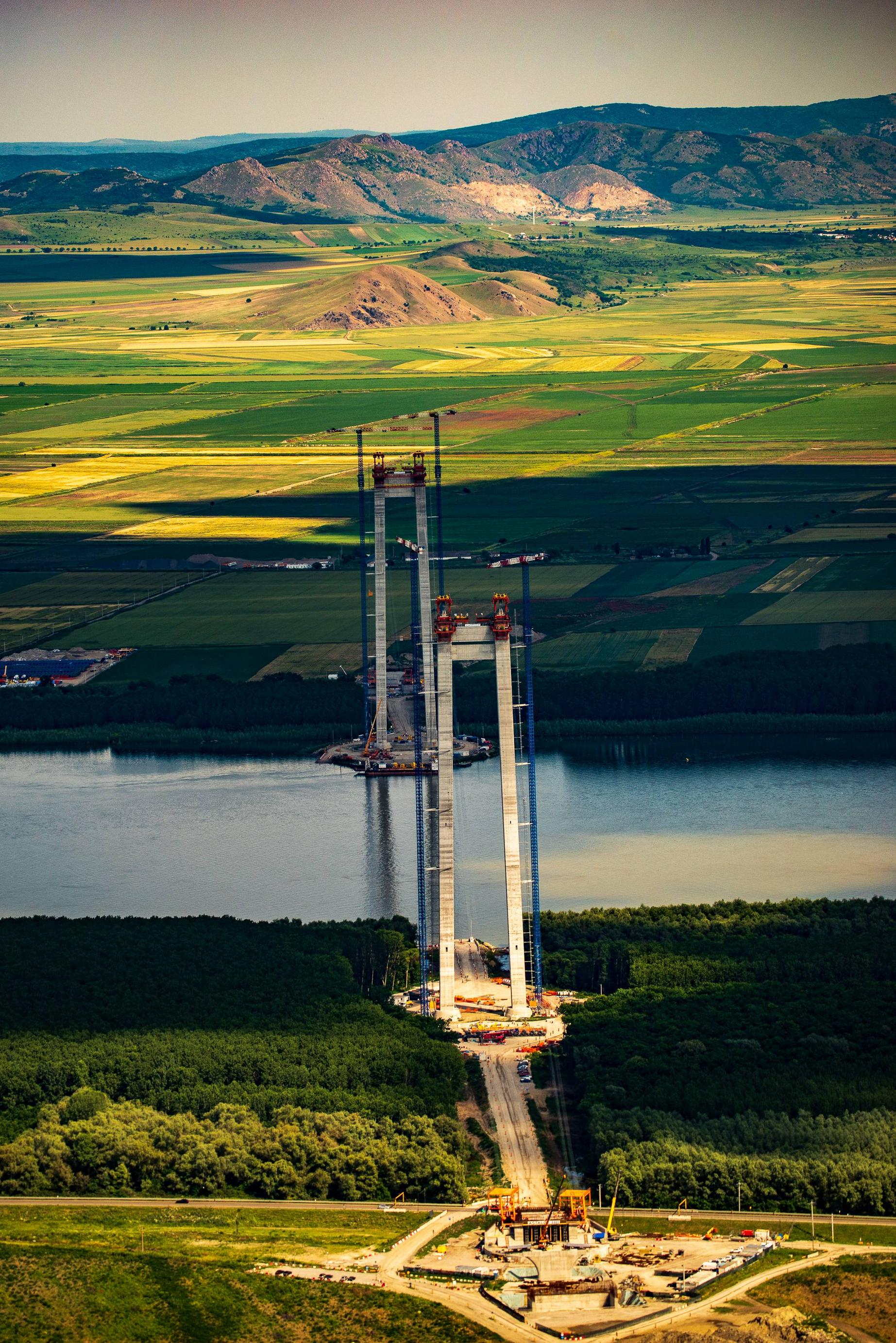
La costruzione del ponte a giugno 2021
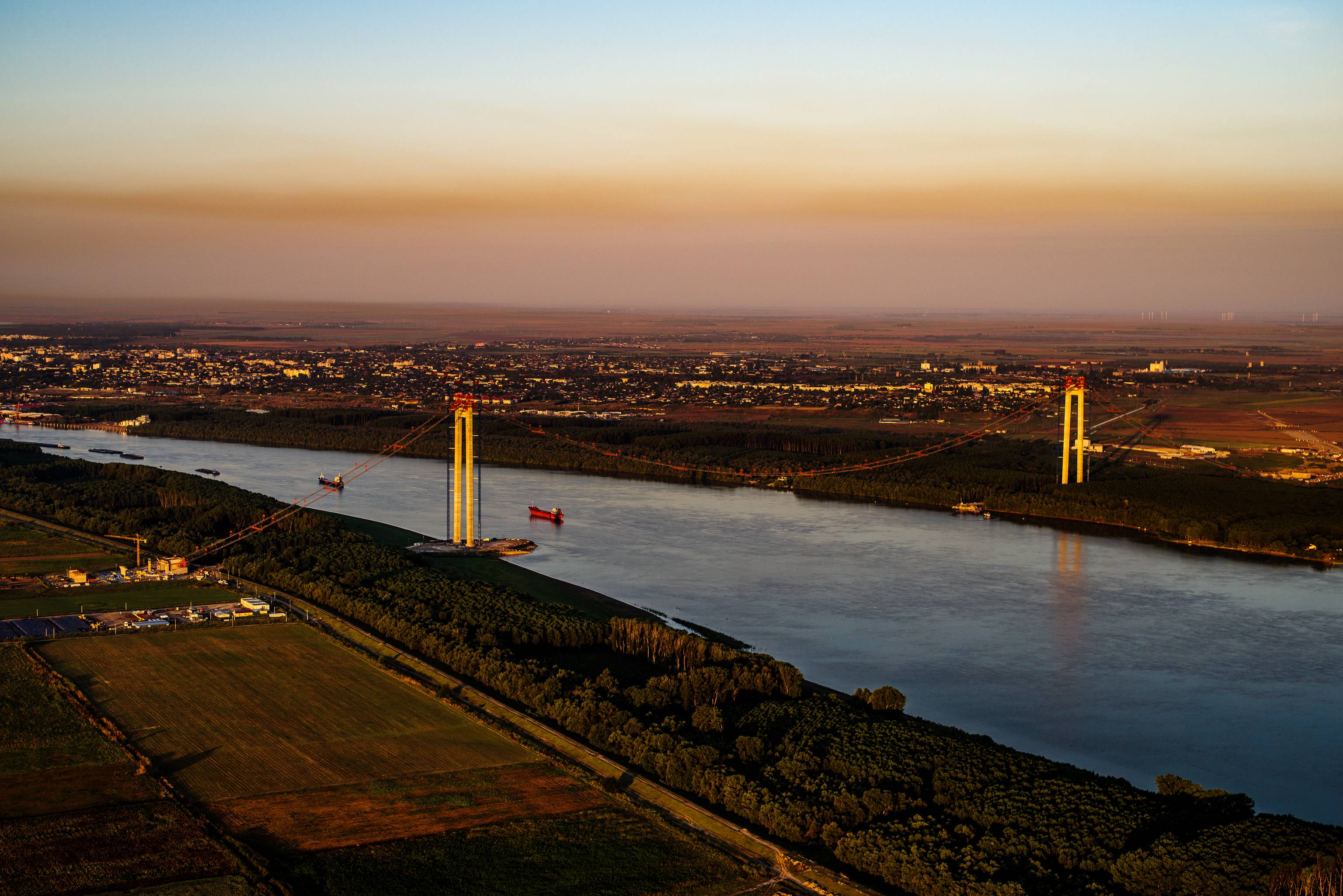
Lo stato dei lavori ad agosto 2021
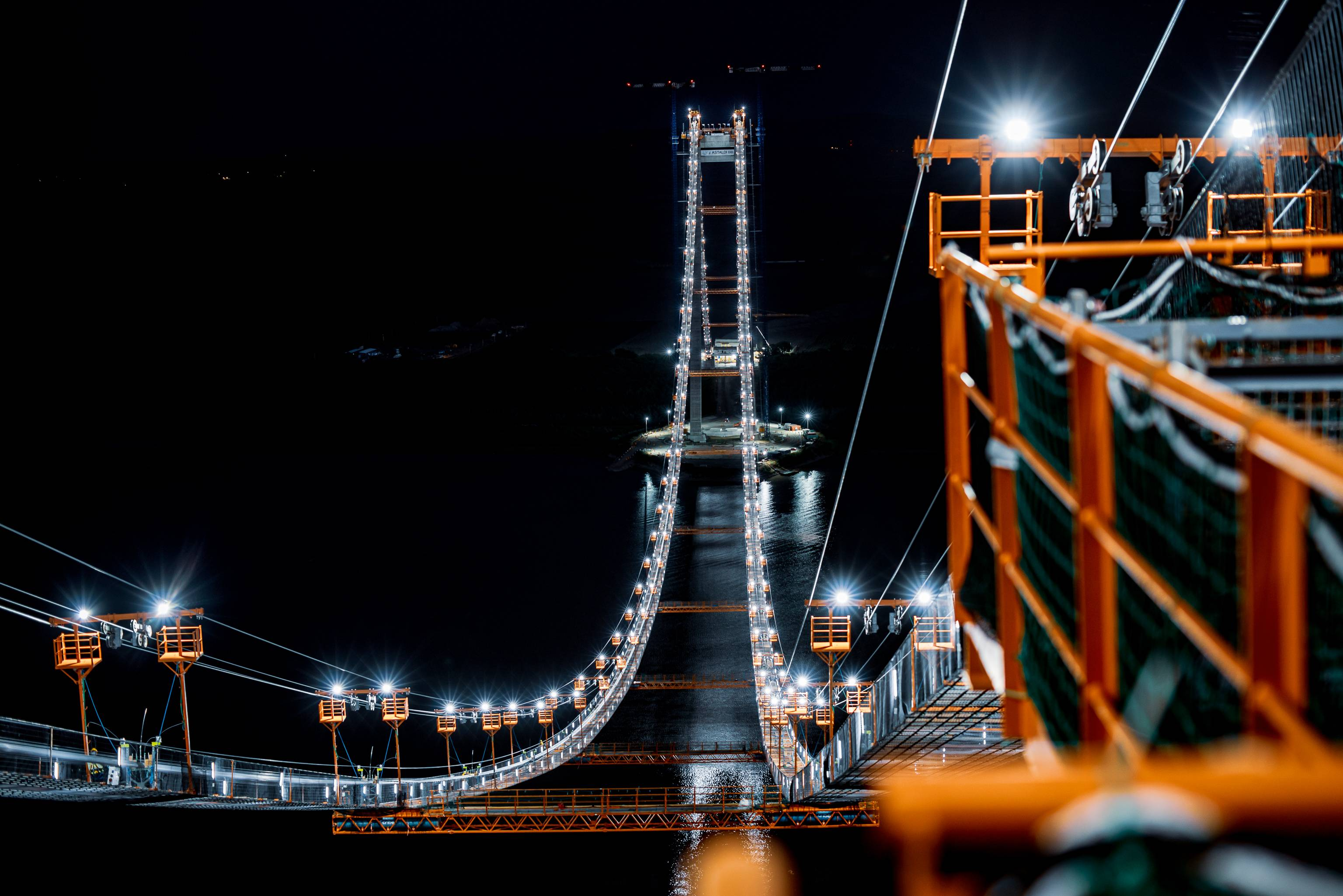
Particolare della realizzazione dei cavi. 3 settembre 2021
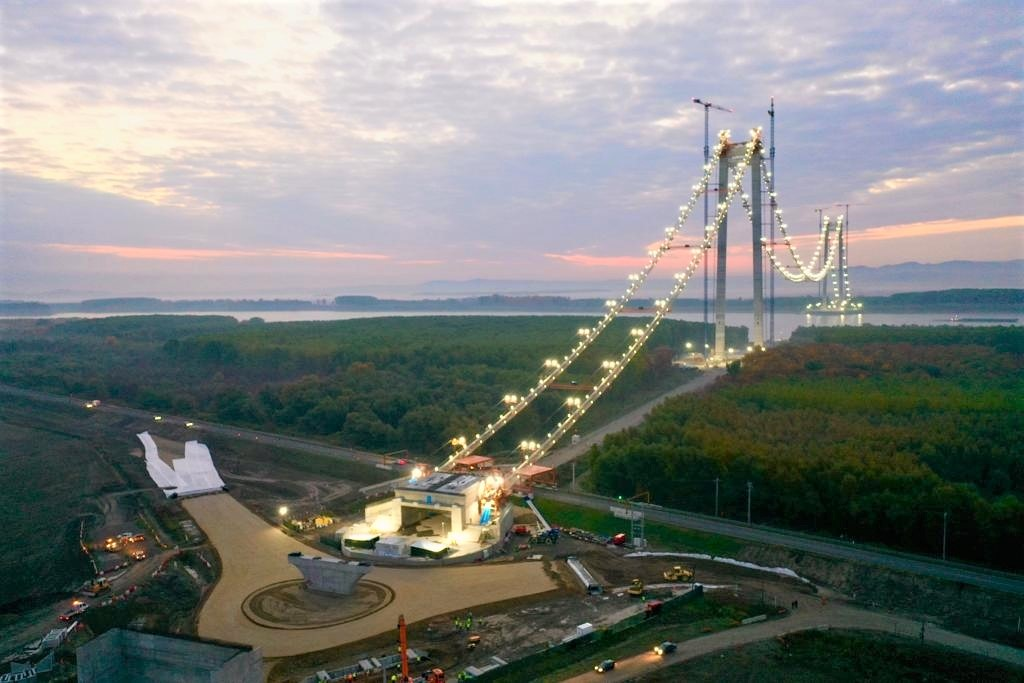
Lo stato dei lavori a novembre 2021
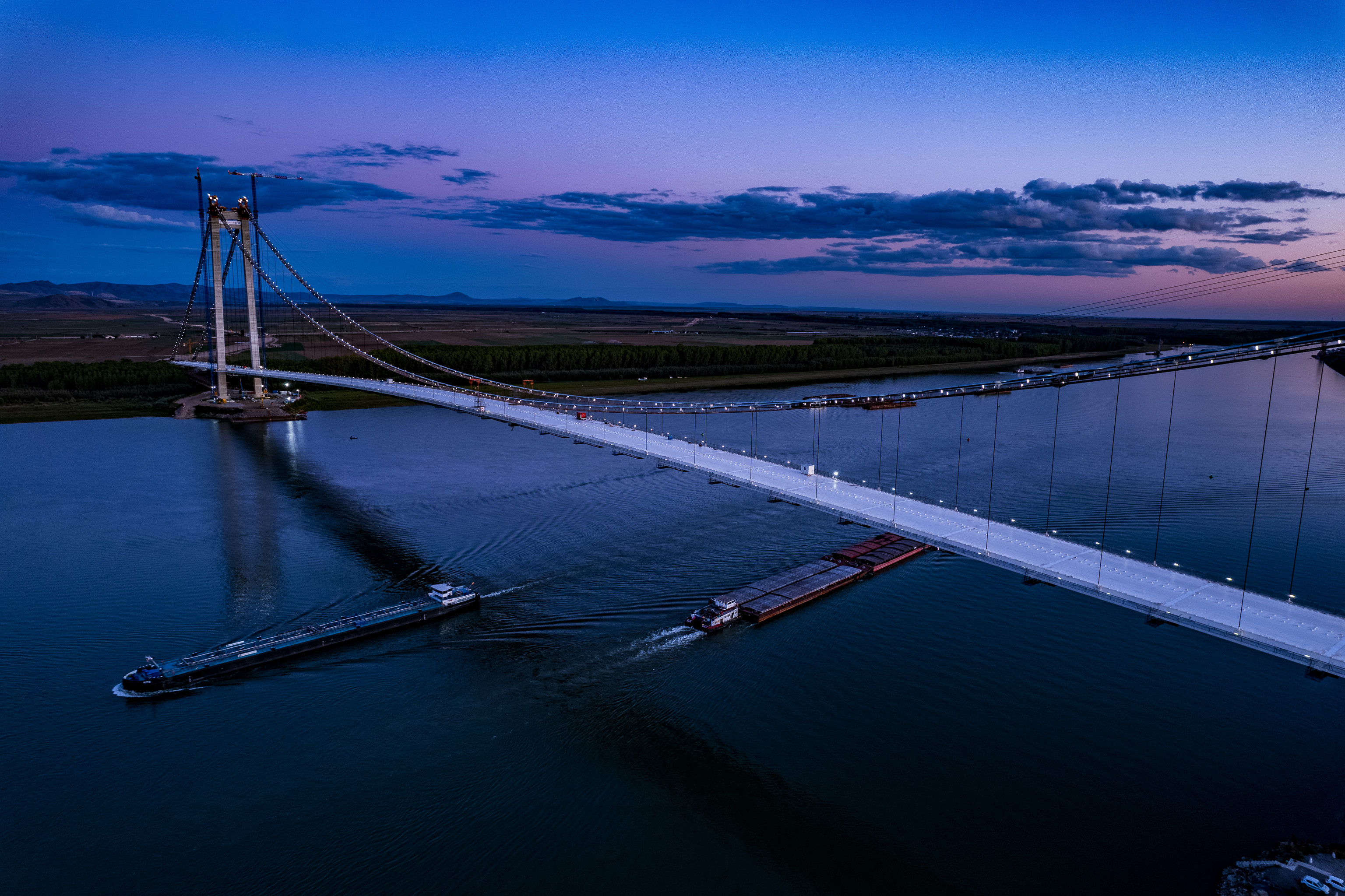
L'avanzamento dei lavori a settembre 2022